# アネモイエンタテインメント
アネモイエンタテインメントは、日本の芸能事務所。
高橋元太郎の個人事務所「オフィスGEN」を前身とし、2019年5月に設立された。高橋元太郎の長男が代表を務めている。
複数の俳優、タレントのマネジメントに加え、広告、テレビ番組、講演会、イベント、映画などのキャスティング業務や制作・企画制作業務も行う。

## メンバー
- 高橋元太郎（俳優/歌手）
- 河原崎建三（俳優）
- 原田大二郎（俳優/タレント）（個人事務所のロビンフッド・アーチスツにも所属）
- 村野武範（俳優/タレント）（個人事務所の三浦企画にも所属）
- 伊藤榮子（女優）
- 大川栄子（女優）
- 土田早苗（女優）
- 服部真湖（タレント/女優）
- 吉岡祐一（俳優）
- 杉浦功兼（俳優）
- 松井丈（日本プロゴルフ協会公認ティーチングプロ／スピードゴルフ日本チャンピオン）

## 営業連携
- 谷隼人（グッドフェローズ　所属）
- 五大路子（オフィス路子　所属）
- 山口いづみ（エフロード　所属）